# Boissano
Boissano är en ort och kommun i provinsen Savona i regionen Ligurien i Italien. Kommunen hade 2 474 invånare (2018).